# Sunway Taihulight
El Sunway Taihulight (Xinès: 神威·太湖之光, Shénwēi·tàihú zhī guāng, Català: Déu del llac) és un supercomputador xinès que va ocupar la primera posició del rànquing TOP500 durant l'any 2016 i 2017. El juny del 2018 va perdre la primera posició davant el Summit i es troba des del novembre de 2018 a la tercera posició de la llista.
És quasi tres vegades més ràpid que l'anterior Tianhe-2, el seu predecessor xinès. Utilitza un total de 40.960 processadors de disseny xinès RISC SW26010. Des de juny del 2017, és classificat com el 16è supercomputador més energia-eficiència en la Green500, amb una eficiència de 6.051 GFlops/watt. Va ser dissenyat pel National Research Center of Parallel Computer Engineering & Technology (NRCPC), i està ubicat al National Supercomputing Center en la ciutat de Wuxi, en la província de Jiangsu, Xina.
El sistema executa un sistema operatiu propi, el Shenwei Ruisi (RaiseOs 2.0.5), basat en Linux. El sistema té la seva pròpia implementació personalitzada de l'OpenACC 2.0 per ajudar a la paral·lelització del codi.

## Arquitectura
El sistema utilitza processadors del model RISC SW26010 desenvolupat pel Centre de Disseny Integrat Nacional d'Alt Rendiment (Shanghai). D'aquests processadors utilitza un total de 40.960 d'arquitectura Shen Wei-64 amb un total de 10.649.600 nuclis de CPU. Els nuclis tenen 1 kb de memòria scratchpad(MSP) per a dades i 12 kBper a instruccions, i es comuniquen via una xarxa en un xip, en comptes de tenir una memòria cau tradicional similar a les arquitectures com el microprocessador Cell i Adapteva.
Sunway Taihulight té com una unitat de node cada un dels processadors anteriorment mencionats. El conjunt de dos d'aquests processadors formen una placa base. Un host està format per 32 plaques base. Cada host actua com un "supernode", dels quals hi ha 256. Tots els nodes informàtics estan interconnectats mitjançant bussos PCIe. L'estructura d'interconnexió es divideix en tres capes: la xarxa de la capa superior és la "xarxa de commutació central", la capa intermèdia és la "xarxa de supernodes" i la capa inferior conforma la "xarxa d'intercanvi de recursos".

## Sistema Operatiu
El Sunway Taihulight utilitza el sistema operatiu Shenwei Ruisi, més concretament la versió RaiseOS 2.0.5. Aquest SO està basat en el kernel de Linux i és un sistema operatiu distribuït amb més de 10 anys d'història orientat, principalment, al camp de l'alt rendiment i de la computació en general.
Chen Zuoning, acadèmic de l'Acadèmia d'Ingeneria de la Xina, va afirmar que en el camp de la computació en general, les principals avantatges d'aquest sistema operatiu (Shenwei Ruisi) són l'alta autonomia i capacitat de control, així com la seguretat.
El sistema té la seva pròpia implementació personalitzada d'OpenACC 2.0 per ajudar a la paral·lelització del codi.

## Rendiment
El rendiment aritmètic de punt flotant teòric és de 125.435,9 TFlops tot i que el rendiment real en la prova LINPACK és de 93.014,6 TFlops que té un 74% d'eficiència. Aquest resultat és més alt que l'anterior supercomputador xines Tianhe-2, la qual aconsegueix un 62%. Ocupa el segon lloc en el rànquing Graph500 gràcies al seu gran rendiment gràfic. Tot i aquests resultats l'efecte de coll d'ampolla sorgeix quan es troba amb operacions de processament de memòria més freqüents i operacions amb més valors enters.
En comparació amb Tianhe-2 en el consum d'energia, la qual té un consum de 17,8 milions de watts (fins a arribar als 24 milions quan el sistema de refrigeració està funcionant a tota potència), Sunway Taihulight només utilitza 15,3 megawatts. L'eficiència per watts arriba a 6 GFlops/W.
El juny de 2017 va ocupar la posició 16 al rànquing d'eficiència energètica Green 500.

## Historia en el rànquingTOP500

### 2016
El 20 de juny de 2016, a la Conferència Mundial de Supercomputació realitzada a Frankfurt (Alamània) es va publicar la llista de les TOP500 supercomputadors. Aquesta vegada el Sunway Taihulight va ocupar la primera posició, no només sent el supercomputador més ràpid, sinó que va quasi doblar en rapidesa, i triplicar la eficiència, del seu predecessor el Tianhe-2.
El 14 de novembre de 2016, en la nova publicació de la llista anteriorment mencionada, el Sunway Taihulight va guanyar el campionat posicionant-se en la primera posició amb una gran avantatge respecte dels seus competidors. Juntament amb títols aconseguits pel seu predecessor, Xina va ocupar per quart any consecutiu la posició més alta.

### 2017
El 13 de novembre de 2017, es va llençar la nova llista de les TOP500 de l'any. Aquesta vegada, el Sunway Taihulight i el seu predecessor, el Tianhe-2, van ocupar la primera i quarta posició respectivament.
El 19 de juny de 2017, en la 'International High-Performance Computing Conference' celebrada a Frankfurt (Alamània),Sunway Taihulight va tornar a guanyar la primera posició del rànquing dels supercomputadors més potents. Amb aquesta victòria es va revalidar per tercera vegada consecutiva com a líder del rànquing amb un hardware completament xinès.

### 2018
El 12 de novembre de 2018, al llançament de la nova edició de la llista de supercomputadors TOP500 en Dallas (Estats Units), el supercomputador xinès va obtenir el tercer lloc, mantenint-se en aquesta posició fins al moment.

## Ús en l'actualitat
L'equip d'investigació de la Universitat Tsinghua va fer ús del Sunway Taihulight aconseguint una la simulació numèrica d'un sistema mundial d'alta resolució de 10 km en una escala nuclear d'un milió, que permet millorar la capacitat de la Xina per lluitar contra el clima extrem i les catàstrofes naturals.
Abans de l'arribada del supercomputador, el model de simulació de la Terra en la Xina continental només podia arribar a una resolució de 200 km en una escala de quadrícula. Actualment es pot realitzar un treball de simulació de la Terra que arriba a una resolució de 25 km, podent arribar als 10 km en l'oceà.
Fins a l'actualitat, més de trenta equips d'usuaris han cooperat amb el Centre Nacional de Supercomputació de Wuxi en els camps del clima, de les catàstrofes naturals, aeroespacial, ciències marines, creació de nous medicaments, fabricació avançada i descobriment de nous materials.
L'any 2016, a la Conferència Internacional de Computació, Xarxes, Emmagatzematge i Anàlisi d'Alt Rendiment (SC16) en Salt Lake City (Utah), l'association for computing machinery (ACM) va nomenar un equip xinès format per 12 membres guanyadors del Premi ACM Gordon Bell pel seu projecte d'investigació "Solucionador completament implícit escalable a 10 M de nucli per a l'atmosfèrica dinàmica no hidroestàtica". L'equip va presentar un software capaç de calcular l'atmosfera dinàmica el qual va guanyar gràcies al seu rendiment efectiu del hardware. Aquest premi només l'havien aconseguit els Estats Units i el Japó els últims trenta anys pel que, per primera vega, un tercer país s'aconseguia incloure en aquesta llista.

## Desenvolupament futur
El primer supercomputador a la Xina entrarà en servei fins al 2020 segons el responsable de l'escola d'informàtica de la Universitat Nacional de Tecnologia de la Defensa (NUDT). D'acord amb el pla nacional per a la propera generació d'ordinadors d'alt rendiment, el país desenvoluparà un durador d'informàtica excasa el transcurs del 2016 al 2020. El govern de Tianjin Binhai New Area, NUDT i el Centre Nacional de Supercomputació de Tianjin estan treballant en el projecte. És probable que la inversió arribi a 3.000 milions de iuans(renminbis) (434.3 milions d'euros).